# Luis María Fernández Basualdo
Luis María Fernández Basualdo (1948-Buenos Aires, 19 de octubre de 2010) fue un político argentino del Partido Justicialista, que se desempeñó como diputado nacional por la provincia de Formosa desde 2007 hasta su fallecimiento en 2010.

## Biografía
Nació en 1948. Se desempeñó como presidente del Ente Regulador de Obras y Servicios Públicos y del Instituto Provincial del Seguro de la provincia de Formosa.
En las elecciones legislativas de 2007, fue elegido diputado nacional en la lista del Frente para la Victoria en Formosa. Fue vicepresidente segundo de la comisión de Energía y Combustibles, y vocal en las comisiones de Obras Públicas; de Peticiones, Poderes y Reglamento; de Recursos Naturales y Conservación del Ambiente Humano y de Transportes.
En 2008 votó a favor del proyecto de Ley de Retenciones y Creación del Fondo de Redistribución Social y al año siguiente a favor de la Ley de Servicios de Comunicación Audiovisual. En 2010 votó en contra de la ley de matrimonio entre personas del mismo sexo.
Su mandato se extendía hasta 2011, pero falleció el 19 de octubre de 2010 por una afección cardíaca. Fue sucedido en la banca por Carlos Donkin. Fue velado en el Congreso de la Nación Argentina y en la ciudad de Formosa, donde sus restos fueron inhumados.